# Walentina Cybulska
Walentina Cybulska, biał. Валянцiна Цыбульская (ur. 9 lutego 1968 w Rostowie nad Donem) – białoruska lekkoatletka specjalizująca się w chodzie sportowym, trzykrotna uczestniczka letnich igrzysk olimpijskich (Atlanta 1996, Sydney 2000, Ateny 2004).

## Sukcesy sportowe
- trzykrotna mistrzyni Białorusi w chodzie na 20 kilometrów – 1993, 1994, 1999[1]

| Rok  | Miasto   | Zawody               | Konkurencja   | Wynik         |
| ---- | -------- | -------------------- | ------------- | ------------- |
| 1996 | Atlanta  | Igrzyska olimpijskie | chód na 10 km | 8. miejsce    |
| 1997 | Ateny    | Mistrzostwa świata   | chód na 10 km | brązowy medal |
| 2001 | Edmonton | Mistrzostwa świata   | chód na 20 km | srebrny medal |
| 2001 | Brisbane | Igrzyska Dobrej Woli | chód na 20 km | 4. miejsce    |
| 2003 | Paryż    | Mistrzostwa świata   | chód na 20 km | brązowy medal |

## Rekordy życiowe
- chód na 3000 metrów – 12:27,97 – Lizbona 17/06/1995
- chód na 5000 metrów – 21:15,1 – Druskieniki 09/09/1996
- chód na 5000 metrów (hala) – 21:11,04 – Mińsk 26/02/1999
- chód na 3 kilometry – 12:02 – Hildesheim 14/09/2003
- chód na 5 kilometrów – 20:29 – Hildesheim 13/09/2003
- chód na 10 kilometrów – 42:06 – Eisenhüttenstadt 08/05/1999
- chód na 20 kilometrów – 1:28:10 – Paryż 24/08/2003